# Ander Elosegi
Ander Elosegi Alkain, né le 14 novembre 1987 à Irún, est un canoéiste espagnol.
Il est vice-champion du monde en 2019, en individuel et par équipes, ainsi que médaillé de bronze par équipes en 2009, les trois fois dans le même bassin de La Seu d'Urgell. Il a également été médaillé de bronze aux championnats d'Europe 2016. Il a participé trois fois aux Jeux olympiques, finissant 4e en 2008 et 2012 et 8e en 2016.
Il est médaillé de bronze en C1 par équipes aux Championnats d'Europe de slalom de canoë-kayak 2022.